# 岡山県道264号福里八日市線
岡山県道264号福里八日市線（おかやまけんどう264ごう ふくさとようかいちせん）は、岡山県瀬戸内市を通る一般県道である。

## 概要
瀬戸内市長船町福里と瀬戸内市長船町長船を結ぶ。

### 路線データ
- 起点：瀬戸内市長船町福里（国府小学校前交差点、岡山県道83号飯井宿線交点）
- 終点：瀬戸内市長船町長船（八日市交差点、国道2号交点、岡山県道464号服部射越線上）
- 総延長：3.6 km
- 実延長：3.0 km

## 歴史
- 1960年（昭和35年）3月18日 - 岡山県告示第335号により認定される。
- 1972年（昭和47年） - 岡山県の県道番号再編（固定番号制導入）により現行の路線番号に変更される。
- 2004年（平成16年）11月1日 - 邑久郡の全3町（牛窓町・邑久町・長船町）が対等合併して瀬戸内市が発足したことに伴い起終点の地名表記が変更される。

## 路線状況

### 重複区間
- 岡山県道69号西大寺備前線（瀬戸内市長船町土師（はじ） - 瀬戸内市長船町服部・服部交差点）
- 岡山県道464号服部射越線（瀬戸内市長船町服部・服部交差点 - 瀬戸内市長船町八日市・八日市交差点（終点）[注釈 1]）

### 道路施設

#### 橋梁
- 福里橋（油杉川、瀬戸内市）
- 高橋橋（香登川、瀬戸内市）

## 地理

### 通過する自治体
- 瀬戸内市

### 接続道路
| 交差する道路                                                               | 交差する場所       | 交差する場所              |
| -------------------------------------------------------------------------- | ------------------ | ------------------------- |
| 岡山県道83号飯井宿線                                                       | 長船町福里         | 国府小学校前交差点 / 起点 |
| 岡山県道69号西大寺備前線 重複区間起点                                      | 長船町土師（はじ） |                           |
| 岡山県道69号西大寺備前線 重複区間終点 岡山県道464号服部射越線 重複区間起点 | 長船町服部         | 服部交差点                |
| 国道2号 国道250号 重複 岡山県道464号服部射越線 重複区間終点                | 長船町長船         | 八日市交差点 / 終点       |

### 交差する鉄道
- 赤穂線

### 沿線
- 瀬戸内市立行幸小学校
- 瀬戸内市立行幸幼稚園
- 瀬戸内市立長船西保育園
- 宇野自動車八日市車庫
- 吉井川